# 下関商業短期大学
下関商業短期大学（しものせきしょうぎょうたんきだいがく）は、山口県下関市関後地村字食田に本部を置いていた日本の公立大学である。1956年に設置され、1966年に廃止された。

## 概要

### 大学全体
- 山口県下関市に所在した日本の公立短期大学で、設置主体は下関市。
- 夜間部1学科[注釈 2]で入学定員120名体制[3]で1956年開学[4][5][6][7]。
- 1962年度の入学生を最後[注釈 3]に[注釈 4]、1966年3月31日をもって短期大学としての使命を終える[8]。

### 教育および研究
- 右記の通りの科目が置かれていた[9]。

### 学風および特色
- 下関商業短期大学は、昼間勤労にはげむ人々からの要望により設置された夜間短大となっていた[10]。
- 男女共学だったが、男子学生の割合が圧倒的に多いものとなっていた[注 1]
- 将来、下関市の市勢伸長には、商業貿易の第一線で活躍人材の育成をする必要性があることとの考えから設置された[11]

## 沿革
- 1956年
  - 3月1日 左記を以て文部省[注 2]より短期大学の設置が認可される[12][注 3]。
- 4月1日] 下関商業短期大学が以下の学科体制にて開学する。
  - 商業科第二部[注 4]
- 4月23日] 下関商業短期大学の開学式が行われる[13]。
- 1959年
  - 3月20日 左記を以て専攻科の設置が認可され、4月1日をもって開講。専攻名は以下の通り[15]。
    - 商業専攻第二部[注 5]
- 1962年
  - 4月1日 今年度をもって学生募集終了となる[注釈 4][注釈 3]。
- 1964年 専攻科廃止される[17]。
- 1966年
  - 3月31日 左記を以て廃止の承認を受ける[18][19][20]。

## 基礎データ

### 所在地
- 山口県下関市関後地村字食田[注釈 1]

### 年度別学生数

#### 通学課程
- 学生数はその該当年度の5月1日時点でのデータである。

| -      | 入学定員 | 総定員 | 学生数     | 出典          |
| ------ | -------- | ------ | ---------- | ------------- |
| 1956年 | 120      | 120    | ？         | [ 注釈 5 ]    |
| 1957年 | 120      | 240    | ？         | [ 注釈 5 ]    |
| 1958年 | 120      | 240    | 男292 女13 | [ 21 ] [ 22 ] |
| 1959年 | 120      | 240    | 男308 女20 | [ 23 ]        |
| 1960年 | 120      | 240    | 男319 女20 | [ 24 ]        |
| 1961年 | 120      | 240    | 男337 女23 | [ 25 ]        |
| 1962年 | 120      | 240    | 男379 女46 | [ 26 ]        |
| 1963年 | -        | 120    | 男157 女28 | [ 27 ]        |
| 1964年 | -        | -      | 男17       | [ 28 ]        |
| 1965年 | -        | -      | 休校中     | [ 29 ]        |

## 教育および研究

### 組織

#### 学科[注 6]
- 商業科[注釈 2][注 7]

#### 専攻科[注 8]
- 商業専攻[注 9]

#### 別科
- なし